# Kernfs

리눅스 커널에서 kernfs는 내부적으로 다양한 커널 서브시스템에서 사용되는 가상 파일 시스템을 생성하기 위해 요청되는 기능들을 포함하는 함수들의 집합이다. Kernfs의 생성은 sysfs에 의해 사용되는 내부 로직의 한 부분에 의한 것으로서, 하드웨어 장치들과 커널의 디바이스 모델에서부터 사용자 공간까지 관련된 장치 드라이버들에 대한 정보를 독립적이고 재사용 가능한 기능에 익스포팅함으로써 가상 파일들의 집합을 제공한다. 그럼으로써 다른 커널 서브시스템들이 자신의 가상 파일 시스템을 더 쉽고 일관적으로 구현할 수 있다.
관련된 패치는 리눅스 커널 버전 3.14에서 합병되었다. Kernfs의 주요 사용자 중 하나는 cgroups에 의해 내부적으로 사용되는 가상 파일 시스템으로서 이것의 재설계는 리눅스 커널 버전 3.15에서 계속되었다.

## 같이 보기
- procfs - 유닉스 계열 운영 체제에서 특별한 파일 시스템으로써 프로세스들과 다른 시스템 정보에 대한 정보를 보여준다.
- tmpfs - 많은 유닉스 계열 운영 체제들에서 임시 파일 저장 시설을 위한 일반적인 이름.